# Hausberg

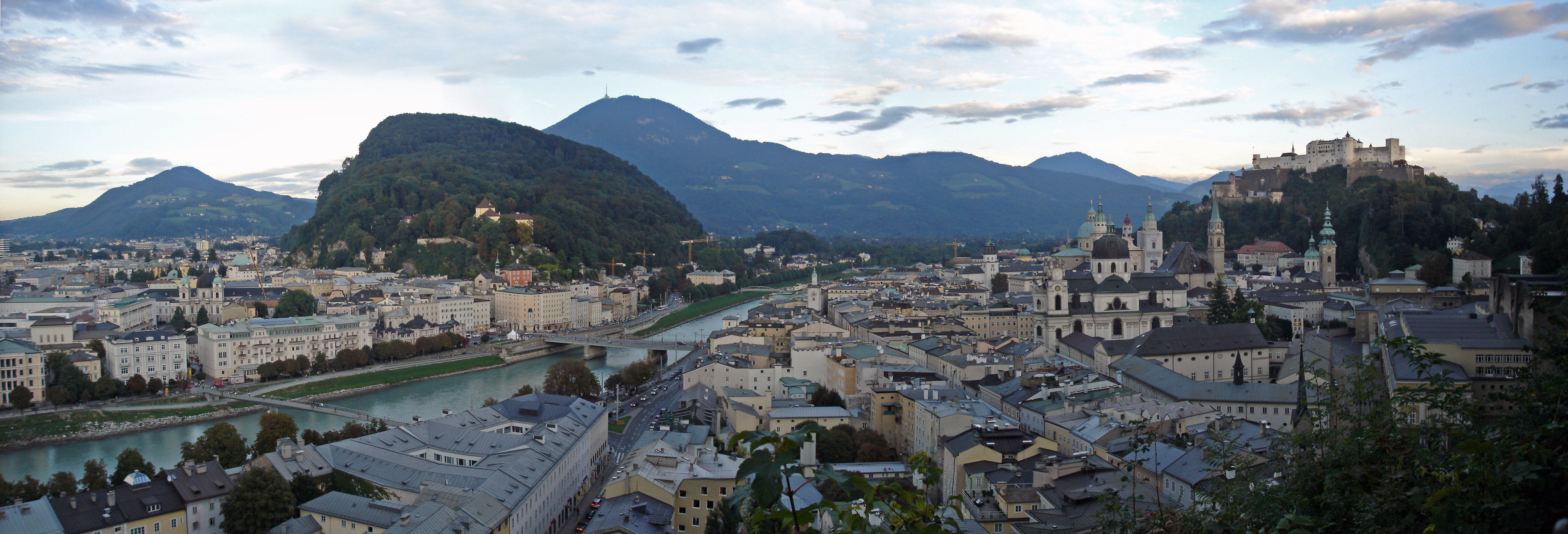
Salzburg, Stadt in Alpenrandlage: Zwei (von mehreren) Stadtbergen inmitten der Altstadt (Festungsberg, Kapuzinerberg), im Hintergrund einer der (beiden) Hausberge, der Gaisberg

Ein Hausberg eines Ortes oder einer Liegenschaft ist ein markanter Berg in seiner beziehungsweise ihrer unmittelbaren Nähe, dem Weichbild des Orts. Liegt eine Erhebung unmittelbar in der Stadt, spricht man eher von Stadtberg. Zum Hausberg der Stadt blickt man hinauf, er hat aber noch mehr die Funktion, dass man von ihm auf die Stadt hinabschaut. Deshalb sind auch viele Hausberge durch Berg- oder Seilbahnen erschlossen.
Der Hausberg einer Stadt muss nicht auf deren Gemarkung liegen: Der Pfänder liegt als Hausberg der Stadt Bregenz auf dem Gebiet der nördlich benachbarten Gemeinde Lochau, der höchste Gipfel des Pilatus als Hausberg der Stadt Luzern liegt sogar knapp außerhalb des Kantons Luzern. Die Wiener Hausberge befinden sich in Niederösterreich und der Salève als Hausberg von Genf sogar im benachbarten Frankreich.

## Zu den Begriffen

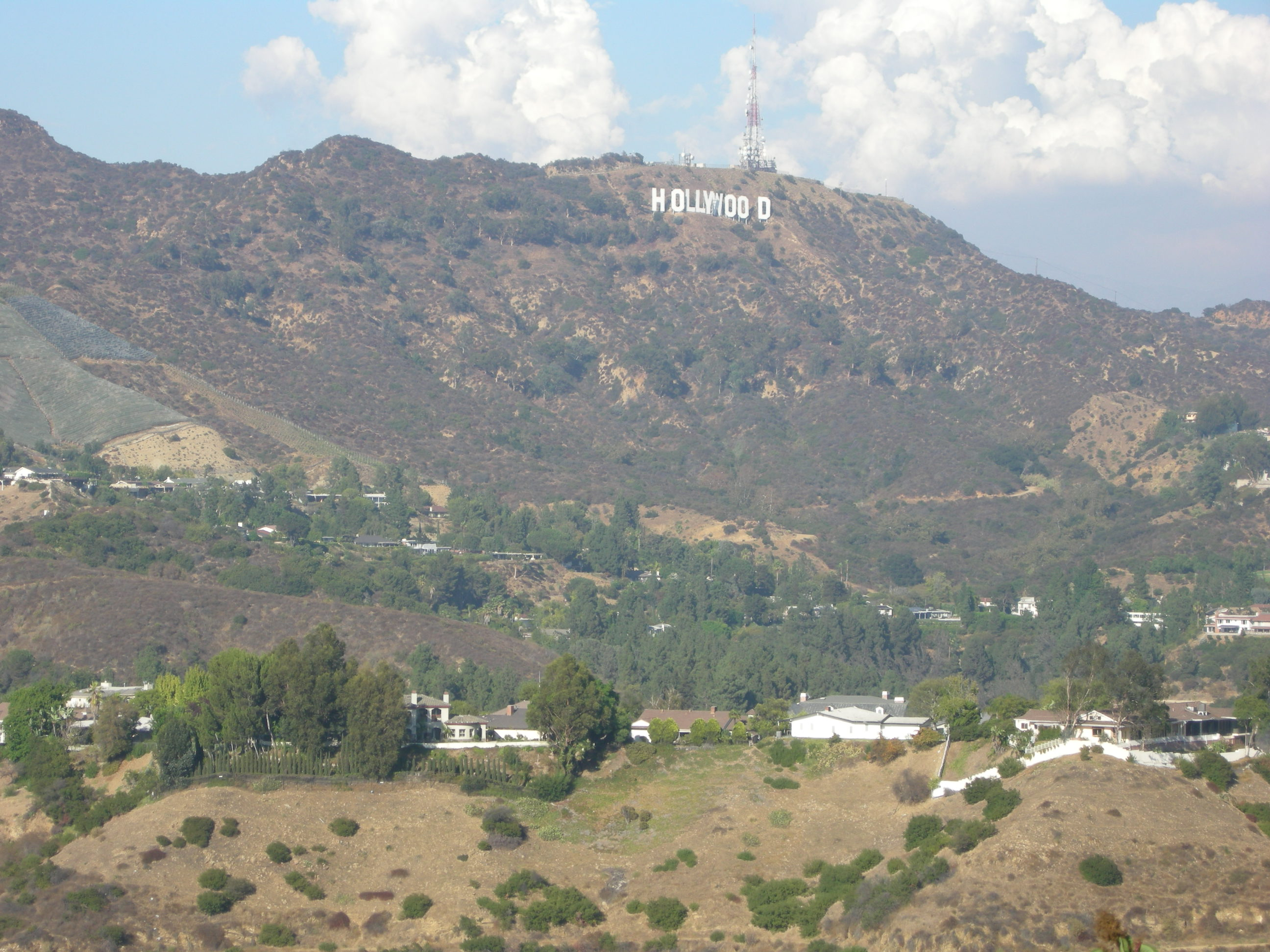
Mount Lee, Hollywood, wegen des Hollywood Signs einer der bekanntesten Hausberge der Welt

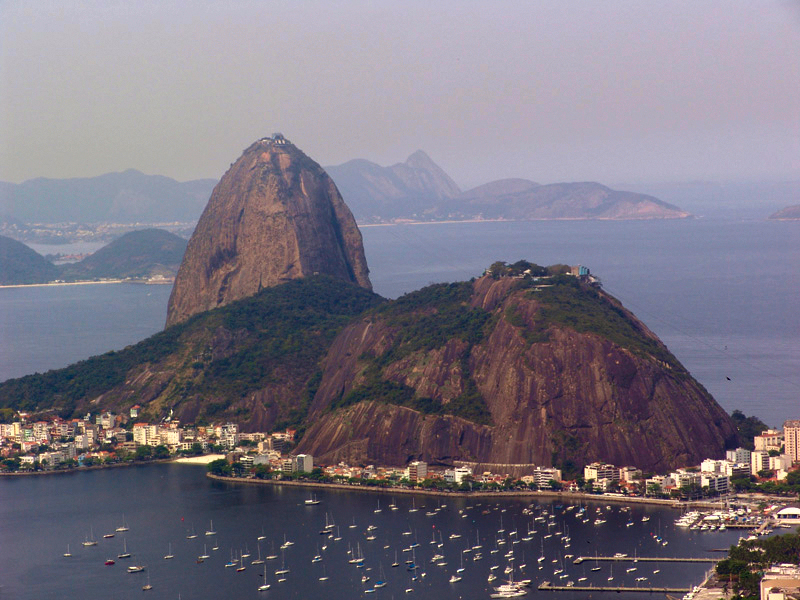
Zuckerhut, Pão De Açúcar, Rio, Stadtberg mit Wiedererkennungswert

Ein Hausberg kann sowohl ein wichtiges Naherholungsgebiet bei der Stadt oder der Ortschaft sein als auch ein visueller Identifikationsträger (etwa „Der Berg über der Stadt“).
Der Stadtberg kann geradezu der Anlass der Siedlung sein, als Höhensiedlung oder als Standort einer Befestigung. Weil sich in der Kombination von Stadtberg und Fluss auch eine exzellente Übergangslage ergibt – durch anstehenden Fels war eine feste Brücke möglich und gleichzeitig war auf der Erhebung deren Schutz gewährleistet – kennzeichnen heutige Stadtberge eine historisch herausragende strategische Bedeutung. Analog ist die Situation bei guten natürlichen Seehäfen. Umgekehrt dienten die Hausberge rund um eine Stadt im Mittelalter als Forst (und damit Bau- und Heizrohstoffquelle) wie auch als Weidegrund für die ansitzende Herrschaft, deren Beamtentum und die direkten Stadtbürger, waren also schon früh auch Grundeigentumsbestandteil einer Stadt. Seit dem letzten Drittel des 19. Jahrhunderts (Gründerzeit), als die Transportschwierigkeiten entfielen, stellen die Stadt- und auch nahen Hausberglagen eine freisichtige, ruhige, und auch über dem Smog der Stadt liegende saubere und grüngürtelnahe Wohnlage dar, und sind oft bis heute durch Heilstätten, Parkanlagen oder Villenviertel geprägt.
Beide Ausdrücke, Haus- wie auch Stadtberg, sind auch zu Ortsnamen für Berge (Oronyme) oder die daraufliegenden Siedlungen (Siedlungsname) geworden, oft auch der Grund für Ortsnamen auf -berg.
Der Begriff Hausberg ist ursprünglich wörtlich zu nehmen, Hausberg ist im Alpenraum der Berg eines Bauernhofes oder Gutes, auf dem seine Almen/Alpen liegen. Meist teilen sich mehrere Gehöfte oder kleinere Ansiedlungen einen Berg. In einer Weinbaugegend ist Hausberg auch oft der Weinbergsname eines bedeutenden Weingutes, siehe Weingut Hausberg, Grundhof mit dem Nieder- oder Hausberg oder Haus Reinhardtsberg (ehemals Hausberg).
Analog spricht man bei Bergen, die nahe bei Schutzhütten im Gebirge liegen und von diesen leicht erreichbar sind, vom Hausberg der Hütte oder Hüttenberg – manche der Hochgebirgshütten wurden extra für den Zweck der Ersteigung dieses Gipfels erbaut, etwa wurde die heutige Hofmannshütte in Heiligenblut ursprünglich – als eine der ersten hochalpinen reinen Bergsteigerhütten überhaupt – 1834 für Erzherzog Johann zur Besteigung des Großglockners errichtet.
In Österreich ist Hausberg die Bezeichnung für eine einfache Verteidigungsanlage auf einem künstlich angelegten Hügel (siehe Motte).
Die Hausberge im Plural sind eine eher publizistische Kategorie, also durch Buchtitel definiert: Die Münchner Hausberge sind die Berge, die von München aus in einer oder zwei Stunden mit dem Auto (oder auch mit dem ÖPNV) erreichbar und deshalb beliebte Ziele für Bergwanderer-Tagesausflüge sind. Analog dazu gibt es auch Bücher über die Zürcher Hausberge und andere Berg-Ziele.